# Pseudosphex klagesi
Pseudosphex klagesi là một loài bướm đêm thuộc phân họ Arctiinae, họ Erebidae.